# Talenrechten
Talenrechten of taalkundige rechten van de mens omvatten het individuele en collectieve recht om te kiezen voor een taal of talen voor communicatie, zowel in de private als in de publieke ruimte, ongeacht de nationale afkomst, etniciteit, of het aantal gebruikers van deze taal in een welbepaald territorium.
Taalrechten worden geïmplementeerd door middel van juridische, administratieve en gerechtelijke maatregelen, evenals door onderwijs en massamedia, beschikbaar in een taal naar keuze voor de geïnteresseerden.
Taalrechten worden gegarandeerd door internationaal recht. Belangrijke documenten voor taalrechten zijn 
- de Universele Verklaring van Talenrechten,
- het Donostia-protocol,[2][3]
- het Europees Handvest voor regionale talen en talen van minderheden
- het kaderverdrag voor de bescherming van nationale minderheden.

Campagnes als "Spreek (standaard)Mandarijn!", "Speak good English!" of gelijkaardige campagnes, maken duidelijk waarom talenrechten nodig zijn, zowel individueel als collectief.